# Peter Stefan
Peter Stefan (* 1941 in Bratislava; † 18. Juni 1978 in Tryfan) war ein slowakischer Mathematiker, der sich mit Dynamischen Systemen befasste.

## Leben
Stefan besuchte die Schule in Bratislava und studierte an der Karls-Universität Prag mit dem Abschluss 1965. Danach war er dort Assistent und während des Prager Frühlings politisch engagiert. 1968 war er auf einer Konferenz über Dynamische Systeme an der University of Warwick, als die Truppen des Warschauer Paktes in der Tschechoslowakei einmarschierten. Er blieb in Großbritannien und wurde 1973 bei James Eells an der University of Warwick promoviert (Accessibility and Singular Foliations). Als Post-Doktorand war er 1969/70 an der University of Manchester. Danach war er wieder an der University of Warwick, bevor er Lecturer am University College of North Wales in Bangor wurde. 1976/77 war er am IHES. Er war Bergsteiger und starb 1978 bei einem Bergunfall, als er alleine in Snowdonia kletterte.